# Toccopola
Toccopola és una població dels Estats Units a l'estat de Mississipi. Segons el cens del 2000 tenia 189 habitants.

## Demografia
Segons el cens del 2000, Toccopola tenia 189 habitants, 71 habitatges, i 56 famílies. La densitat de població era de 49,3 habitants per km².
Dels 71 habitatges en un 35,2% hi vivien nens de menys de 18 anys, en un 53,5% hi vivien parelles casades, en un 19,7% dones solteres, i en un 21,1% no eren unitats familiars. En el 19,7% dels habitatges hi vivien persones soles l'11,3% de les quals corresponia a persones de 65 anys o més que vivien soles. El nombre mitjà de persones vivint en cada habitatge era de 2,66 i el nombre mitjà de persones que vivien en cada família era de 3,04.
Per edats la població es repartia de la següent manera: un 25,4% tenia menys de 18 anys, un 7,4% entre 18 i 24, un 29,1% entre 25 i 44, un 23,8% de 45 a 60 i un 14,3% 65 anys o més.
L'edat mediana era de 38 anys. Per cada 100 dones de 18 o més anys hi havia 104,3 homes.
La renda mediana per habitatge era de 20.625 $ i la renda mediana per família de 24.375 $. Els homes tenien una renda mediana de 21.667 $ mentre que les dones 24.688 $. La renda per capita de la població era de 9.566 $. Entorn del 28,3% de les famílies i el 26% de la població estaven per davall del llindar de pobresa.

## Poblacions més properes
El següent diagrama mostra les poblacions més properes.